# Rethlager Quellen
Koordinaten: 51° 55′ 53,6″ N, 8° 45′ 57,7″ O
Die Rethlager Quellen sind der Ursprung des Rethlager Baches am Nordhang des Teutoburger Waldes und zugleich ein Naturdenkmal. Die Karstquellen befinden sich auf dem Gebiet der Stadt Detmold an der Grenze zur Stadt Lage in der bis zu 20 m tiefen Dörenschlucht, einem relativ flachen Übergang über den Teutoburger Wald. Am Osthang des 217 m hohen Kleinen Ehbergs liegen die Quellen auf einer Höhe von 160 m ü. NHN zwischen dem Detmolder Stadtteil Pivitsheide V.L. und dem Lagenser Stadtteil Hörste. 
Die Rethlager Quellen weisen eine hohe, aber Schwankungen unterliegende Schüttung auf. Das Wasser ist klar und auch im Sommer sehr kalt. Neben vielen kleinen Öffnungen am Boden gibt es drei Hauptöffnungen (Felsspalten), aus denen der Großteil des Wassers an die Oberfläche tritt.

## Umwelt

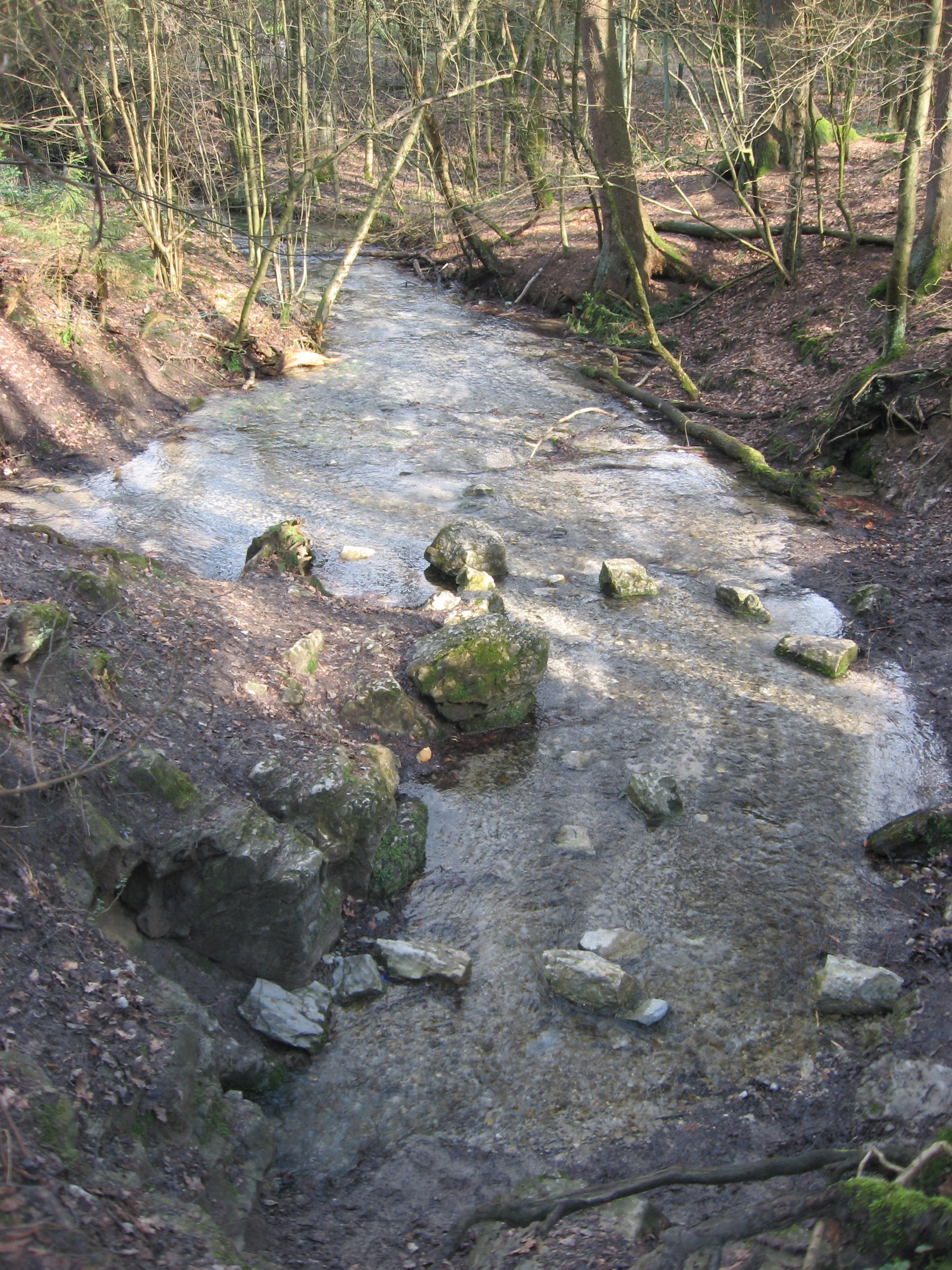
Rethlager Quellen

Die Rethlager Quellen und der Oberlauf des Rethlagers Bach sind Element des 26,07 ha großen Naturschutzgebietes „Dörenschlucht“ (Kennung: LIP-023). Im Weiteren verläuft der Rethlager Bach durch das 11,6 ha große Naturschutzgebiet „NSG Abgrabung Retlager Bach“ (Kennung: LIP-089).
Der Rethlager Bach wird in die Gewässergüteklasse II eingestuft, was bedeutet, dass er mäßig belastet ist. Er ist in großen Abschnitten seines Verlaufes naturnah belassen.
An seinem Oberlauf lassen sich einige seltene Pflanzenarten wie das Berg-Sandknöpfchen finden und seltene Vogelarten, darunter Wasseramsel, Eisvogel, Gebirgsstelze und Uferschwalbe. Der Bach verläuft hier in einem Kerbtal und bildet eines naturnahes und unverbautes Quell- und Bachsystem mit natürlicher Gewässerdynamik.

## Besiedlungsgeschichte
An den Rethlager Quellen finden sich Spuren von menschlicher Besiedlung, die aus der Mittelsteinzeit stammen und mit die ältesten Siedlungen Lippes darstellen. Dabei handelt es sich um Hüttengrundrisse, die zu Beginn des 20. Jahrhunderts durch Heinrich Schwanold entdeckt und ausgegraben wurden. Zwei der Hütten wurden im Archäologischen Freilichtmuseum Oerlinghausen rekonstruiert.

## Tourismus
Die Rethlager Quellen sind eine der auf dem Hermannsweg erreichbaren Sehenswürdigkeiten im Teutoburger Wald. Um die Quellen herum gibt es eine Vielzahl weiterer markierter und gut begehbarer Wanderwege. Nur wenige hundert Meter von den Rethlager Quellen entfernt befindet sich ein Campingplatz.